# Суитуотер (Техас)
Суитуотер (англ. Sweetwater) — город в США, расположенный в северо-западной части штата Техас, административный центр округа Нолан. По данным переписи за 2010 год число жителей составляло 10 906 человек, по оценке Бюро переписи США в 2018 году в городе проживал 10 701 человек.

## История
Задолго до появления поселенцев местность была известна привкусом воды в ближайших ручьях. Индейцы кайова назвали регион «Мобити», что означало «Сладкая вода». Регион был практически не заселён до окончания Гражданской войны, после которой в него потянулись охотники на бизонов. В 1877 году был открыт первый магазин для охотников, а почтовое отделение появилось в 1879 году и носило название Суит-Уотер. При организации округа Нолан в 1881 году поселение, состоявшее только из нескольких временных тентов, было выбрано административным центром нового образования. В том же году в город пришла железная дорога Texas and Pacific Railway? началась публикация газеты Sweetwater Advance. Суитуотер смог получить органы местного управления с третьего раза, в 1902 году, попытки 1884 и 1897 года получились неудачными.
Снежная буря 1885 года погубила до 90 % скота в окрестностях города, а в 1886—1887 годах в регионе стояла засуха. В результате погодных катаклизмов население уменьшилось в два раза. В 1903 году в Суитуотер проведена железная дорога Kansas City, Mexico and Orient Railway. В 1918 году город изменил название, которое стало писаться слитно, Суитуотер. Чтобы привлечь интерес железнодорожных компаний, город начал строительство водохранилищ. Небольшое городское водохранилище было завершено в 1898 году. водохранилище Лейк-Траммел в 1914-м, Лейк-Суитуотер в 1930 и резервуар Ок-Крик в 1952. С 1929 по 1954 год в Суитуотере находился нефтеперерабатывающий завод компании Gulf Oil, с 1920 по 1950 работал цех компании International Harvester, город был крупным телеграфным центром региона. Выращивание хлопка, скотоводство и нефтепереработка были наиболее важными отраслями экономики региона. Лётное поле Суитуотера использовалось как тренировочная база кадетами британской армии, а во время Второй мировой войны — ВВС Армии США, в том числе женской службой пилотов.

## География
Суитуотер находится в северной части округа, его координаты: 32°28′16″ с. ш. 100°24′21″ з. д..
Согласно данным бюро переписи США, площадь города составляет около 26,4 км2, полностью занятых сушей.

### Климат
Согласно классификации климатов Кёппена, в Суитуотере преобладает семиаридный климат умеренных широт (BSk).
| Показатель                    | Янв.  | Фев.  | Март | Апр. | Май  | Июнь | Июль | Авг. | Сен. | Окт. | Нояб. | Дек.  |
| ----------------------------- | ----- | ----- | ---- | ---- | ---- | ---- | ---- | ---- | ---- | ---- | ----- | ----- |
| Абсолютный максимум, °C       | 31,1  | 32,8  | 36,7 | 37,8 | 43,3 | 45   | 42,8 | 43,3 | 41,7 | 38,9 | 32,2  | 31,1  |
| Средний суточный максимум, °C | 13    | 17    | 21   | 26   | 29   | 33   | 34   | 33   | 29   | 24   | 18    | 13    |
| Средний суточный минимум, °C  | −2    | 1     | 4    | 9    | 14   | 19   | 21   | 21   | 17   | 11   | 4     | 1     |
| Абсолютный минимум, °C        | −23,9 | −22,8 | −15  | −5,6 | 1,1  | 6,1  | 12,2 | 11,7 | 1,7  | −3,3 | −11,7 | −21,1 |
| Норма осадков, мм             | 26,2  | 30    | 28,2 | 38,6 | 77,2 | 78,5 | 48   | 65,8 | 90,9 | 64,3 | 25    | 25    |
| Источник: intellicast.com     |       |       |      |      |      |      |      |      |      |      |       |       |

## Население
Согласно переписи населения 2010 года в городе проживало 10 906 человек, было 4340 домохозяйств и 2801 семья. Расовый состав города: 81,8 % — белые, 6,2 % — афроамериканцы, 0,5 % — коренные жители США, 0,6 % — азиаты, 0 % (0 человек) — жители Гавайев или Океании, 8,4 % — другие расы, 2,5 % — две и более расы. Число испаноязычных жителей любых рас составило 38,3 %.
Из 4340 домохозяйств, в 34 % живут дети младше 18 лет. 42,5 % домохозяйств представляли собой совместно проживающие супружеские пары (16 % с детьми младше 18 лет), в 15,9 % домохозяйств женщины проживали без мужей, в 6,2 % домохозяйств мужчины проживали без жён, 35,5 % домохозяйств не являлись семьями. В 30,7 % домохозяйств проживал только один человек, 12,6 % составляли одинокие пожилые люди (старше 65 лет). Средний размер домохозяйства составлял 2,47 человека. Средний размер семьи — 3,08 человека.
Население города по возрастному диапазону распределилось следующим образом: 29,7 % — жители младше 20 лет, 23,5 % находятся в возрасте от 20 до 39, 31,1 % — от 40 до 64, 15,9 % — 65 лет и старше. Средний возраст составляет 37,4 года.
Согласно данным пятилетнего опроса 2018 года, медианный доход домохозяйства в Суитуотере составляет 40 689 долларов США в год, медианный доход семьи — 56 731 доллар. Доход на душу населения в городе составляет 21 729 долларов. Около 12,9 % семей и 16,6 % населения находятся за чертой бедности. В том числе 17,9 % в возрасте до 18 лет и 11,2 % 65 лет и старше.

## Местное управление

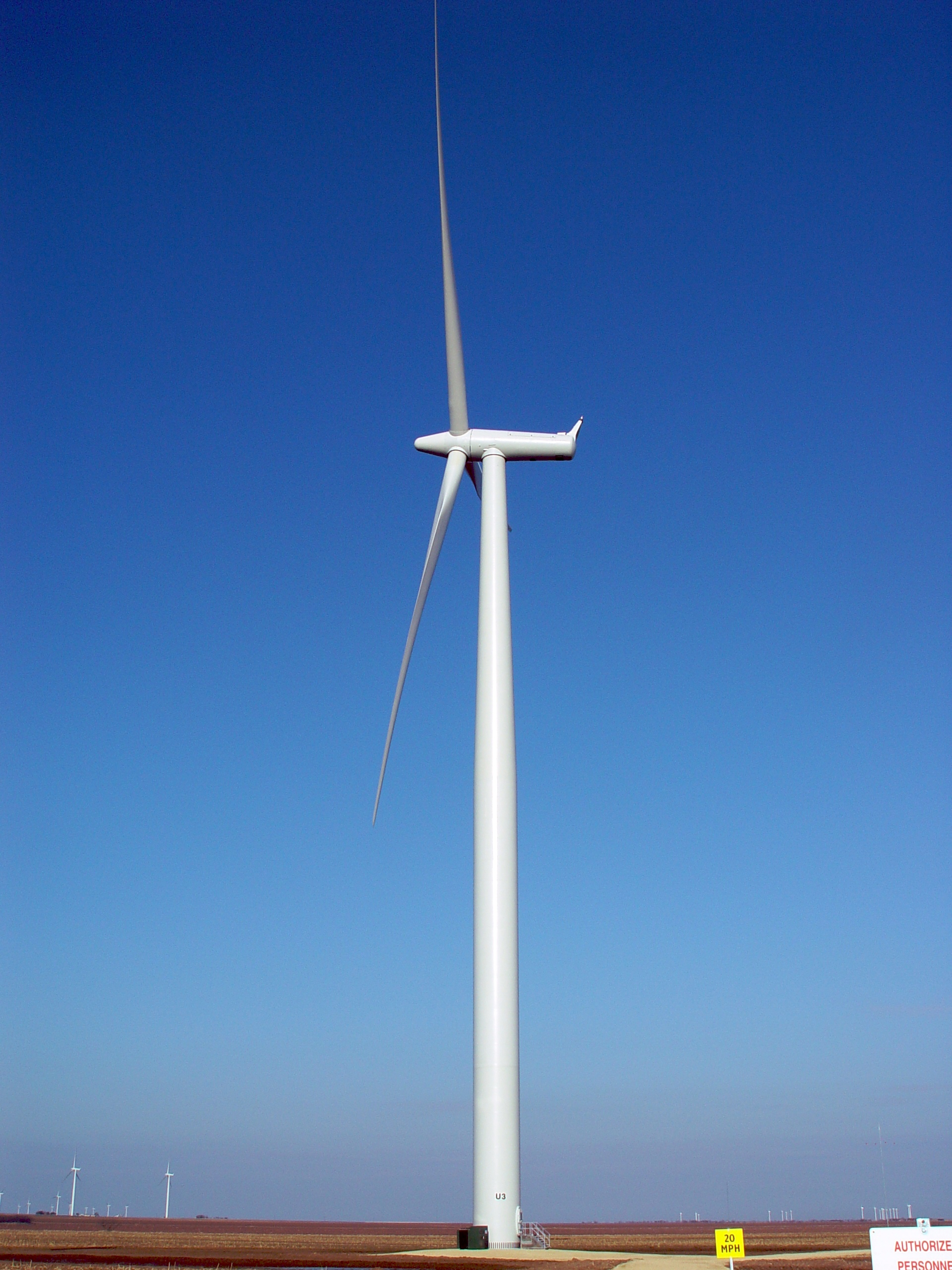
Ветряная турбина неподалёку от Суитуотера

Управление городом осуществляется мэром и городской комиссией, состоящей из 4 человек. Мэр избирается всем городом, члены комиссии избираются по округам.
Другими важными должностями, на которые происходит наём сотрудников, являются:
- Сити-менеджер
- Городской юрист
- Муниципальный судья
- Директор отдела кадров
- Директор информационных технологий
- Городской контролёр
- Директор городских услуг
- Шеф полиции
- Директор служб чрезвычайных ситуаций
- Директор общественных работ
- Директор коммунальных служб

## Инфраструктура и транспорт
Основными автомагистралями, проходящими через Суитуотер, являются:
- межштатная автомагистраль I-20 США идёт с востока от Абилина на запад к Колорадо-Сити.
- автомагистраль 84 США идёт с востока от Абилина на северо-запад к Снайдеру.
- автомагистраль 70 штата Техас идёт с севера от Роби к пересечению с автомагистралью 277 США в районе Блэкуэлла.

В городе располагается аэропорт Эвенджер—Филд. Аэропорт располагает двумя взлётно-посадочными полосами длиной 1780 и 1725 метров соответственно. Ближайшим аэропортом, выполняющим коммерческие рейсы, является региональный аэропорт в Абилине. Аэропорт находится примерно в 80 километрах к востоку от Суитуотера.

## Образование
Город обслуживается независимым школьным округом Суитуотер.
В Суитуотере располагается один из филиалов Технического колледжа штата Техас. В 2007 году колледж стал первым общественным колледжем в Техасе, который предложил программу изучения энергии ветра.

## Экономика
Согласно финансовому отчёту 2015-2016 финансовый год, Суитуотер владел активами на $58,83 млн, долговые обязательства города составляли $31,89 млн. Доходы города составили $21,14 млн, расходы города — $20,7 млн.
Основными работодателями в городе являются:
| Работодатель                         | Число работников |
| ------------------------------------ | ---------------- |
| Ludlum Measurements                  | 425              |
| Независимый школьный округ Суитуотер | 385              |
| Госпиталь Rolling Plains             | 329              |
| United States Gypsum                 | 240              |
| Walmart                              | 190              |
| Город Суитуотер                      | 140              |
| Округ Нолан                          | 113              |
| Buzzi Unicem/Lone Star Cement        | 105              |
| Технический колледж штата Техас      | 104              |
| MHMR                                 | 100              |
| TA Travel Stop                       | 97               |

## Отдых и развлечения
В городе располагается музей первых поселенцев. Водохранилище Лейк-Суитуотер является популярным местом рыбалки и отдыха местных жителей.

## Город в популярной культуре
- В фильме 1936 года «Король Пекоса» с участием Джона Уэйна и Мюриэль Эванс Суитуотер был показан как поселение из одного дома, которое было необходимо первым скотоводам при перегоне скота из Пекоса в Абилин.
- «Sweetwater, Texas» — последняя песня в альбоме «Saddle Tramp» Чарли Дэниелса.
- «Sweetwater, Texas» также название 6 эпизода телесериала CBS Trackdown с Робертом Калпом в главной роли техасского рейнджера[23][24].
- «Sweetwater Texas» — последняя песня в альбоме «All the Pain Money Can Buy» группы Fastball[25].
- Суитуотер — город в спагетти-вестерне 1968 года Серджо Леоне «Однажды на Диком Западе».
- Город был местом действия в одном из эпизодов сериала Мэверик.
- В Суитуотере снимался фильм «Красноголовый странник» с Вилли Нельсоном в главной роли.
- В мюзикле «Оклахома!» Ричарда Роджерса и Оскара Хаммерстайна герой упоминает о случае поджога в Суитуотере.